# Eriostylos
Eriostylos là chi thực vật có hoa trong họ Amaranthaceae.